# Ben Bottoms
Ben Bottoms, właśc. Benjamin West Bottoms (ur. 3 grudnia 1960 w Santa Barbara) – amerykański aktor.

## Życiorys
Urodził się w Santa Barbara w Kalifornii jako najmłodszy z czterech synów Betty (z domu Chapman) i Jamesa Alfreda „Buda” Bottomsa, rzeźbiarza i nauczyciela sztuki. Dorastał z trzema starszymi braćmi: Timothym (ur. 30 sierpnia 1951), Josephem (ur. 22 kwietnia 1954) i Samuelem (ur. 17 października 1955, zm. 16 grudnia 2008).
Po raz pierwszy pojawił się na małym ekranie w dramacie telewizyjnym NBC Dziecko dżungli (Stalk the Wild Child, 1976) u boku brata Josepha. Na dużym ekranie zadebiutował w sequelu Następne amerykańskie graffiti (More American Graffiti, 1979) z Bo Hopkinsem i Ronem Howardem.

## Wybrana filmografia
- 1976: Dziecko dżungli (Stalk the Wild Child, TV) jako  Cal
- 1979: Następne amerykańskie graffiti (More American Graffiti) jako Perry
- 1980: Blinded by the Light (TV) jako Scott
- 1984: Voice in Exile (film krótkometrażowy) jako Alan Woodward
- 1987: Island Sons (TV) jako Ben Faraday
- 1992: She Woke Up (TV) jako Barry
- 1994: Ava’s Magical Adventure jako Hooner
- 1998: Joseph’s Gift jako Ashton Keller